# Sociedad Deportiva de Remo Castreña
La Sociedad Deportiva de Remo Castreña es un club deportivo cántabro que fue fundado por la Sociedad Deportiva de Remo Castro Urdiales para poder participar con ambas tripulaciones durante los campeonatos a celebrar en Cantabria. Ha disputado regatas en todas las categorías y modalidades de banco fijo, en bateles y trainerillas principalmente. Desde 2013 participa en la modalidad de traineras para suplir a la Sociedad Deportiva de Remo Castro Urdiales, que se halla inactiva por problemas financieros.
Su color distintivo es el rojo, y tiene su sede en el Pabellón Actividades Náuticas Ana González Balmaseda de Castro-Urdiales.

## Historia
La SDR Castreña tiene su origen en la decisión del SDR Castro Urdiales de contar con una segunda embarcación para disputar diversas pruebas en Cantabria. En esa condición ganó varias regatas de trainerillas en el año 2006, y en el 2008 se proclamó campeón de España de Bateles.
De cara a la temporada 2013 de la Liga ACT es la trainera representativa de Castro Urdiales en la competición, al recibir los derechos de la SDR Castro Urdiales como consecuencia de las deudas de este club. La trainera que utiliza en las regatas es La Marinera. Además cuenta con una segunda embarcación y tripulación, denominada SDR Castreña B la temporada 2013 y Castro-Iberia la temporada 2014, que disputa pruebas en Cantabria junto a la primera embarcación. En 2022, Castreña saca por primera vez tres botes al agua: trainera A en la liga ARC1, trainera femenina en liga ETE y trainera B en ARC2.

## Palmarés

### Liguero
- Liga ARC grupo 2 (1): 2020

### Nacional
- Medalla de bronce de Trainerillas (1): 2001
- Campeón de España de Bateles (1): 2008

### Autonómico
- Campeón de Cantabria de Trainerillas masculino (1): 2001
- Campeón de Cantabria de Trainerillas femenino (1): 2022
- Campeón de Cantabria de Trainerillas juvenil masculino (1): 2022